# Cordillera Central (Colòmbia)
La Cordillera Central és un dels tres ramals importants en els quals la Serralada dels Andes es divideix al sud de Colòmbia. S'estén des del Massís Colombià, al departament de Cauca, al sud de Colòmbia, fins a la Serranía de San Lucas, al departament de Bolívar, al nord. La serralada ve limitada per les valls dels rius Cauca i Magdalena a l'oest i l'est, respectivament. El seu punt culminant és el Nevado del Huila, amb 5.365 msnm.
Damunt la serralada s'hi troba el denominat eix cafeter i té diversos volcans, entre els quals destaquen el Nevado del Ruiz, de Santa Isabel, Huila, el Cisne i Tolima.
Sobre la serralada s'assenta la ciutat de Medellín, capital del departament d'Antioquia, segona ciutat en importància de Colòmbia. Altres ciutats importants que hi ha a la serralada són: San Juan de Pasto, Santiago de Cali, Ibagué, Armenia, Manizales i Pereira.

## Principals cims
- Nevado del Huila (5.365 msnm, major altura dels Andes a Colòmbia)
- Nevado del Ruiz (5.311 msnm)
- Nevado del Tolima (5.215 msnm)
- Nevado de Santa Isabel (4.965 msnm)
- Nevado del Quindío (4.760 msnm)
- Cerro Pan de Azúcar (4.670 msnm)
- Paramillo el Cisne (4.636 msnm)
- Puracé (4.646 msnm)
- Galeras (4.266 msnm)

## Parcs Naturals
A la Serralada Central hi ha diferents àrees protegides:
- Parc Nacional Natural Los Nevados
- Parc Nacional Natural Las Hermosas
- Parc Nacional Natural Nevado del Huila
- Parc Nacional Natural Puracé
- Parc Nacional Natural Selva de Florencia
- Santuari de Fauna i Flora Otún Quimbaya